# Masque Mvudi

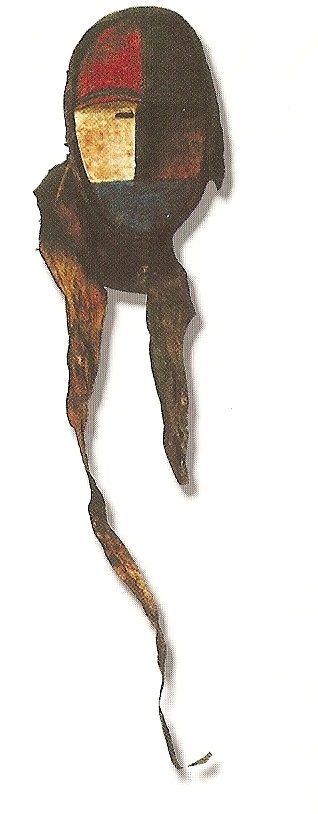
Masque Mvudi

Le masque Mvudi est un masque traditionnel gabonais originaire du groupe ethnique Bapuna (Gabon).

## Description
Le masque ci-dessus est tricolore et mesure 24 cm de haut pour 16 cm de large.
Il est taillé dans du bois tendre et recouvert d'une peau de singe (ou parfois de plumes). Sa barbe est faite de raphia.

## Utilisation
Porté par les hommes, il représente un esprit et est utilisé, dans la cour du village, au cours des cérémonies diurnes importantes, en particulier le deuil et les réjouissances dans la danse "Mvudi".